# Neuromancer
Neuromancer je první román spisovatele Williama Gibsona, vydaný v roce 1984. Vyhrál několik prestižních cen a bývá často označovaný jako bible kyberpunku.[zdroj⁠?!] Je to první část tzv. trilogie Sprawlu.
V knize se hojně vyskytují pojmy jako virtuální realita, umělá inteligence, genetické inženýrství, klonování, kyberprostor atd.
Český překlad vytvořil Ondřej Neff roku 1992 a kniha byla vydána pod ISBN 80-85601-27-3. Později, roku 2010, přeložil také Josef Rauvolf.

## Příběh
Děj začíná okolo podvodníčka jménem Henry Dorsett Case (bývalý kovboj, což znamená něco jako kyberprostorový hacker, hlavní postava), který přežívá v Japonském antiutopickém městě Čiba, kde hledá naději k vyléčení poškození svého nervového systému, což byl jeho trest za krádež. Bez něj se nemůže připojit do kyberprostoru zvaného „Matrix“, a tak se živí jako pouliční kšeftař, přespává v Levném bydlení, popijí v levných hospodách, jeho přítelkyně se jmenuje Linda Lee.
Dostane šanci po setkání s nájemným zabijákem jménem Molly („břitvačka“).
Je najat podivným obchodníkem Armitagem ke spáchání zdánlivě neproveditelného zločinu, to se však záhy ukáže jako pouhá předzvěst událostí, za nimiž stojí aktéři více než tajemní.
Molly a Case chtějí pátrat po Armitagových tajemství, když jim zadá první úkol. Musí ukrást ROM modul, který obsahuje uložené vědomí kovboje McCoy Pauley (přezdívaný "Dixie Čára"), putují tedy do sídla společnosti Sense/Net, pomocí simulovaného teroristického útoku na Sense/Net se jim podaří ukrást Dixieho "ROM".
Case a Molly zjistí Armitagevu identitu, je to bývalý plukovník Willis Corto, byl členem operace „Kvílející pěst“, která měla proniknout do sovětských počítačových systémů. Ruská armáda ale akci znemožnila, nicméně tým později stejně napadl Sovětské počítačové centrum, ale rusové na tým zaútočili, jen Cortovi se podařilo prchnout a zmizet.
Molly a Case v Istanbulu naverbovali Petera Rivieru (sociopat,umělec, zloděj a narkoman, umí tvořit holografické iluze pomocí kybernetických implantátů). Pokračují i s umělou inteligencí nazvanou Wintermute, (stvořená společností Tessier-Ashpool).
Riviera prolomil heslo a rozmrazil tak Lady 3Jane (zmrzlý klon dcery současného vůdce Tessier-Ashpool).
Armitagův tým přitahuje pozornost speciální policie, jejichž úkolem je zabránit UI, překračování svých omezení. Molly a Riviera získali vstup do Villy Straylight, policejní důstojníci zatkli Casea, Wintermute ho ale brzy osvobodí.
Wintermute přesvědčuje Case a Molly, aby se mohla spojit se svým dvojčetem, tedy s UI Neuromancer. Osobnost Armitagea se zhroutila, a stal se znovu Cortem, ale jen krátkodobě.
Uvnitř Villy Straylight jsou Molly, Riviera a Lady 3Jane zajati. Case se o Molly bojí, události sleduje i s pilotem. Neuromancer se Casea pokusil vlákat do pasti na jeho, již mrtvou, přítelkyni Lindu Lee, Caseovy se ale po čase podaří, s pomocí dvou rastafariů, odpojit.
Lady 3Jane zabije Rivieru, Caseovy a Molly uvězní a vyhrožuje jim, chce totiž, aby se vzdali Hesla. Což nakonec udělají.
Wintermute se tak spojuje s Neuromancerem, ze dvou UI se stane něco jako globální Matrix. ROM Dixieho bude asi vymazána na jeho vlastní žádost.
Case si později najde novou přítelkyni a pokračuje ve své práci – v hackování. Wintermute a Neuromancer začal hledat jiné umělé inteligence, jako je ona sama, a nachází osamocený přenos z hvězdného systému Alpha Centauri. Román končí smíchem, který pravděpodobně patří Dixie, a tak jeho ROM asi nebyla vymazána.

## Postavy
Case (Henry Dorsett Case)Antihrdina, drogově závislý a hacker kyberprostoru. Před samotným začátkem děje knihy zkusil podrazit svoje kriminální zákazníky. Za to ho odměnili ruským mykotoxinem, který mu poničil nervový systém, takže se už nemohl napojit do kyberprostoru. Když mu Armitage nabídl uzdravení výměnou za jeho hackerské schopnosti, skočil po nabídce. Case je smolař, který se stará pouze o sebe. Po operaci placené Armitagem má modifikovaná játra a slinivku, takže když si šlehne, nic necítí. Setkává se s břitvačkou Molly a s vesmírným klanem Rastafari. Osvobodí umělou inteligenci (Wintermute) a změní samotný Matrix.
Linda LeeCaseva přítelkyně v Čiba. Podle všeho ji krátce před Caseovým odjezdem zabil Julius Deane.
Julius DeaneObchodník na černém trhu Čiba, 135letý Velšan, módní fetišista. Je velmi paranoidní, dokonce i vůči přátelům, a neustále žužlá Ting Ting Djahe (zázvorové lízátko). Case k němu často chodil pro informace nebo kvůli práci.
MollyBřitvačka, která je stejně jako Case najata Armitagem. Má drahé tělesné modifikace, např. vtažitelné dvousečné čepele, skryté pod nehty prstů, které mohou být použity jako drápy, optimalizovaný reflexní systém a implantované čočky, které zakrývají její oční důlky a poskytují jí další optoelektronické vylepšení (např. digitální hodinky, vidí ve tmě, lepší zaostření apod.). Molly se také objevuje v dalších Gibsonových příbězích, včetně povídky Johnny Mnemonic. Molly je klasická kyberpunková hrdinka.
ArmitageJe zdánlivě šéfem týmu. Dříve plukovník zelených baretů jménem Willis Corto, který se účastnil tajné operace Kvílející pěst. Byl těžce zraněn fyzicky i psychicky a osobnost Armitage byla vybudovaná jako součást rehabilitačního experimentu „počítačem mediované psychoterapie", který ovládal Wintermute, jedna ze dvou UI, které se během příběhu objeví (druhým je Neuromancer), a právě Wintermute skrze Armitage řídí celou akci. V závěru příběhu se ale Armitageova osobnost rozpadá a nakonec se vrátí Corto, který zešílel a nakonec umírá, vystřelen do vesmírného prostoru.
Peter Rivieračlen týmu sestaveného Armitagem, dokáže pozměňovat realitu skrz křemíkové implantáty, je drogově závislý.
Dixie ČáraZnámý počítačový hacker, jménem McCoy Pauley. Přezdívku dostal, když byl třikrát sražen na čáru – přežil mozkovou smrt, při hackování UI. Sense/Net uložila jeho vědomí do ROM konstruktu, který Moly ukradla aby jim pomohl ke splnění dalšího úkolu.

## Slovníček
CobraV podstatě teleskopický obušek
Kyberprostorová mašinaPoužívá se k zprostředkování matrice kyberprostoru. Mašina je napojená na čelenku s derma-trodami, které snímají a stimulují uživatelův mozek. Case ji popsal v podstatě jako zjednodušenou sim-stimovou mašinu.
(„Věděl, že elektrody, jichž používal, a malá plastická tiara, která se klinkala pod simstimovou mašinou, byly prakticky jedno a totéž a že kyberprostorová matrix byla v zásadě jen drasticky zjednodušené lidské smyslové ústrojí, přinejmenším v tom, jak se projevovala“)
Kvílející pěstvojenská operace
(Operace Kvílející pěst byla americká vojenská akce zaměřená na zavedení vyspělého viru Mole IX do ruského vojenského superpočítače. Jedna z hlavních postav knihy, plukovník Willis Corto, se této operace účastnil. Členové týmu byli vypuštěni na ultralehkých kluzácích, díky nimž se dostali přes nepřátelské linie. Naneštěstí se operace nezdařila, protože nebrala v potaz určitou vzdušnou obranu. Výsledkem bylo, že jakmile se kluzáky dostaly do ruského vzdušného prostoru, bylo proti nim použito EMP a laserových zbraní. V následném chaosu se podařilo plukovníkovi Cortovi utéci v sovětské bojové helikoptéře a byl jediný, který přežil. UI Wintermute promlouval ke Cortovi skrze počítač umístěný u postele během jeho pobytu v nemocnici. Corto byl těžce zraněn, ztratil nohy a chyběla mu většina dolní čelisti. Po dlouhé době se Wintermutovi podařilo Corta přesvědčit, že je vlastně Armitage, bohatý podnikatel, který vytvořil tým, který se má dostat k Neuromancerovi. Wintermute použil tohoto maňáska, aby mu pomohl přesvědčit Casea a Molly, aby mu pomohli se spojit s jeho UI dvojčetem Neuromancerem.)

## Filmová adaptace
- 201x Neuromancer, americký film. Režie: Vincenzo Natali